# Ellen Bergmanová
Ellen Bergmanová, rozená Hollenderová (23. dubna 1919 Göteborg – 6. března 2007 Stockholm) byla švédská herečka, režisérka, choreografka a ředitelka divadla.
Provdaná za fotografa Christera Strömholma, v letech 1947–1952 pak za Ingmara Bergmana. Matka Anny, Matse, Evy a Jana Bergmanových.
Byla zastánkyní eutanazie a vystupovala v médiích s apelem na právo dobrovolné smrti. Od roku 1999 trpěla velkými bolestmi a nechápala, proč jí lékaři nechtějí pomoci důstojně skoncovat se životem.

## Choreografie
- 1949 – Žízeň (Törst)